# Sarcòfag Ludovisi

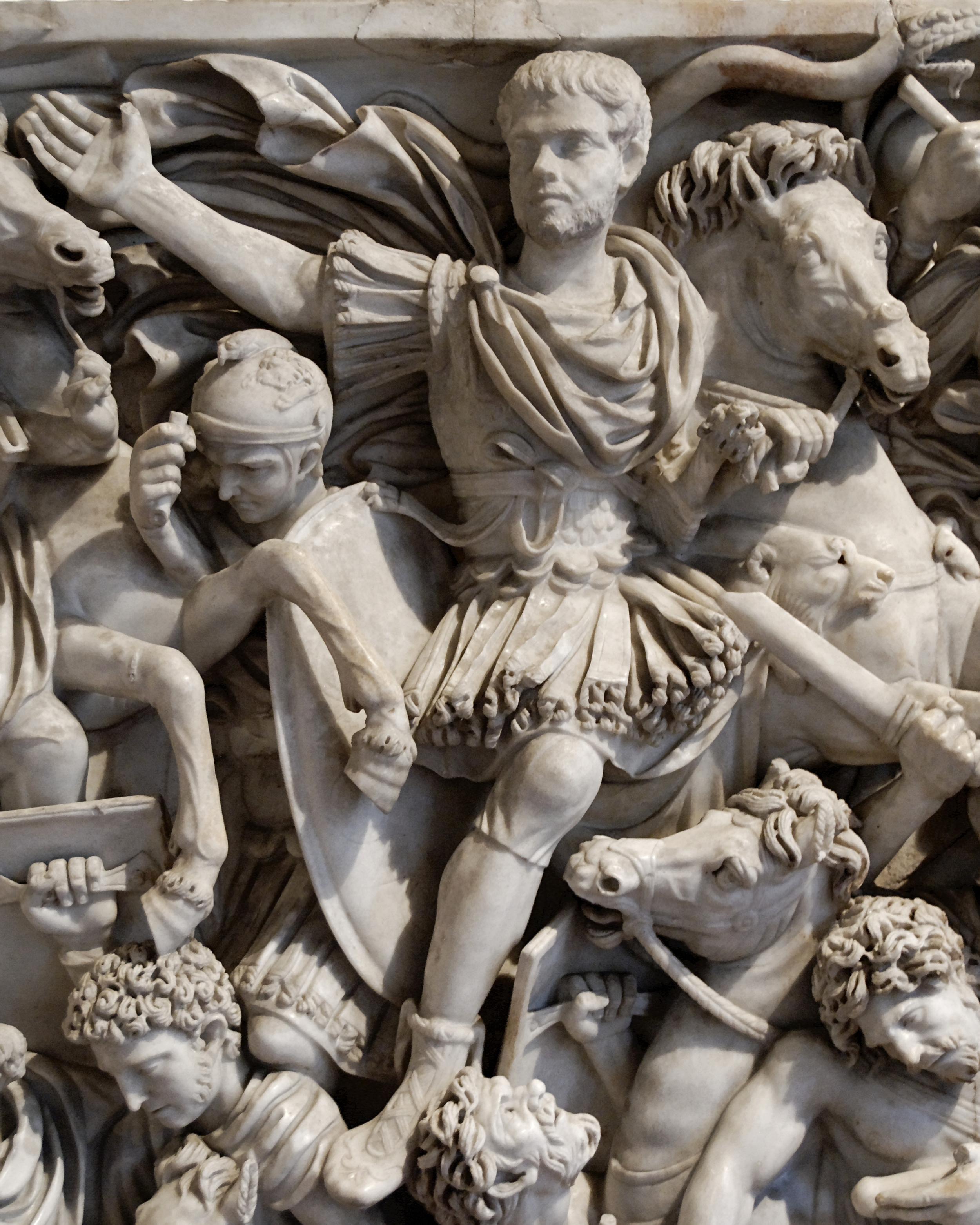
Personatge central.

El Sarcòfag Ludovisi o Grande Ludovisi són denominacions museístiques i historiogràfiques del sarcòfag romà del segle iii, tallat en marbre, que representa una batalla entre bàrbars i romans. Després de la seva descoberta el 1621, a una tomba de l'exterior de la porta de sant Llorenç de Roma -l'antiga Porta Tiburtina-. Va ser adquirit pel cardenal Ludovico Ludovisi -nebot del papa Gregori XV-. L'any 1901 es va incorporar al Museu Nacional de les Termes i actualment forma part de la Collezione Boncompagni Ludovisi conservada al Palazzo Altemps de Roma; mentre que la tapa del sarcòfag va ser exposada a Magúncia fins a la seva destrucció l'any 1945.

## Descripció
L'obra escultòrica està realitzada en alt relleu, decorada amb una grandiosa escena de batalla entre romans i bàrbars, potser gots. L'agitada escena està distribuïda en quatre plànos: els dos inferiors ocupats pels bàrbars a cavall i a peu, ferits, moribunds o morts; els dos superiors estan formats per soldats o cavallers romans ocupats en acabar amb els seus oponents o lluitar contra la resta d'enemics.
La superfície està animada per un embull de figures, entre els que no són capaços de captar un veritable duel, amb una gran massa de guerrers, entre els que se situa, en el centre, la figura del líder a cavall, amb un braç aixecat que estableix a l'avenç aclaparador que ve de la dreta, i que dirigeix l'atenció de l'espectador sobre seu. El personatge és interpretat com un retrat d'una manera precisa, el cap barbut, expressiu i amb una marca "X" al front -reconeixement d'iniciació mitraica- que permet identificar-ho amb un dels fills de Deci, Hostilià -mort de pesta, del qual es coneixen altres dos retrats amb el mateix signe d'iniciació i amb trets físics similars-, o més probablement, el fill gran Herenni Etrusc, que va morir en la batalla d'Abritus l'any 251, junt amb el seu pare, contra els gots de Cniva.
L'obra es caracteritza per una composició que utilitza línies horitzontals i verticals, que es creuen per tot el camp, sense aglomeracions ni àrees buides. A més a més, el relleu de les figures crea un dens clarobscur, amb variacions d'efectes, segons els materials esculpits, -cortines, pentinats, crins, armadura i cota de malla del soldat col·locat a l'extrem dret- amb un ús freqüent del trepant per a la perforació.